# Crabronidae

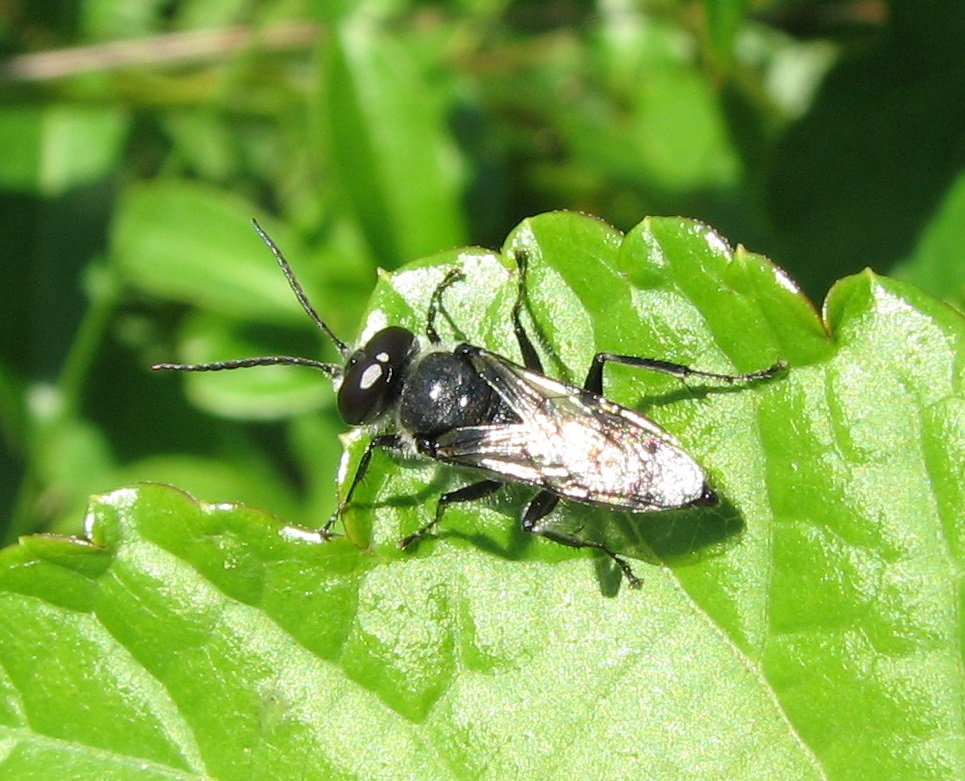
Astata sp. macho

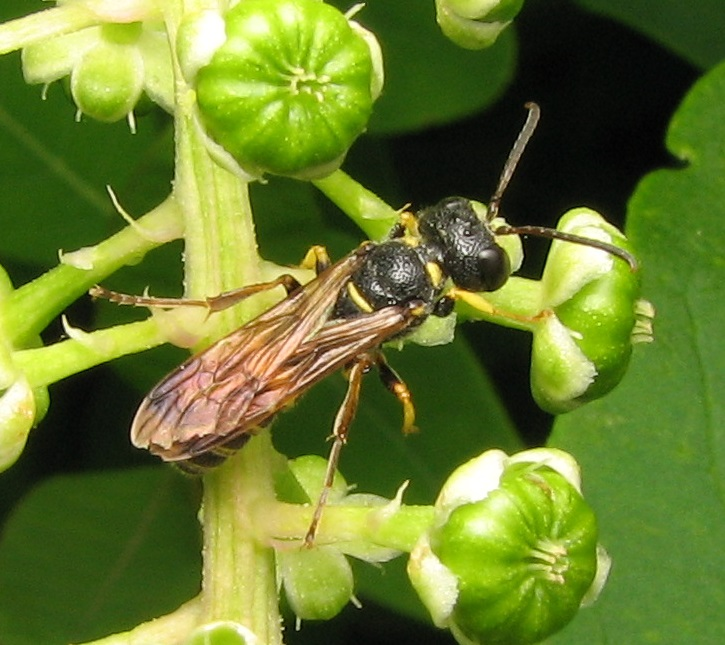
Cerceris sp. macho.

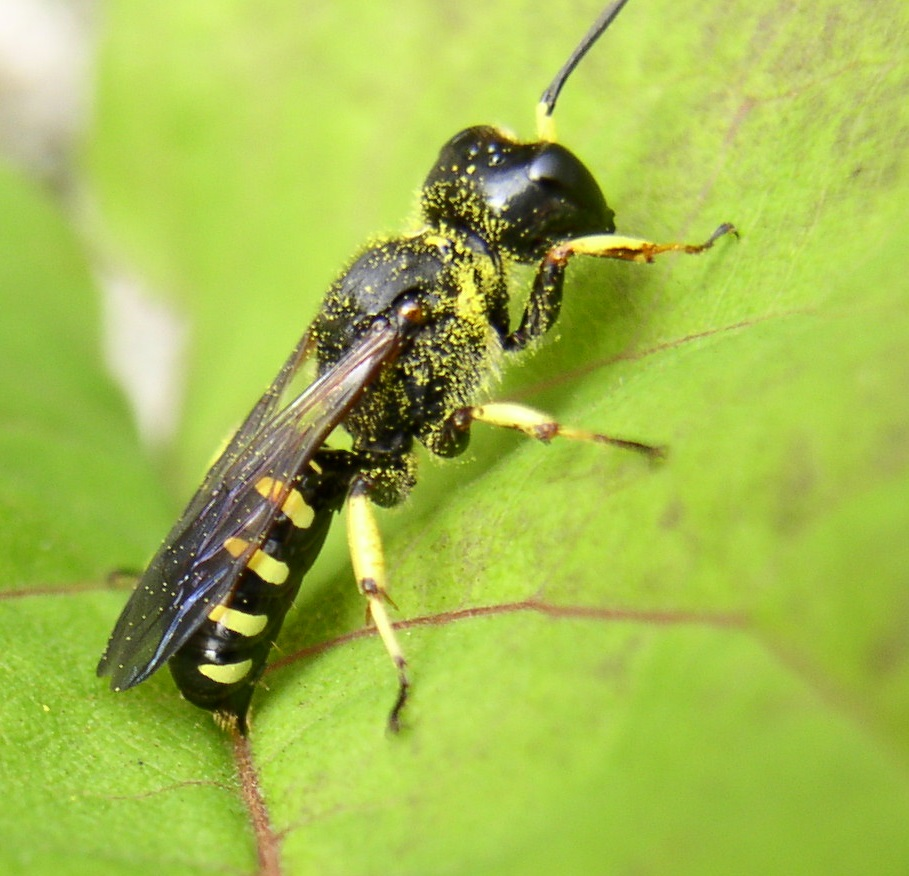
Ectemnius maculosus

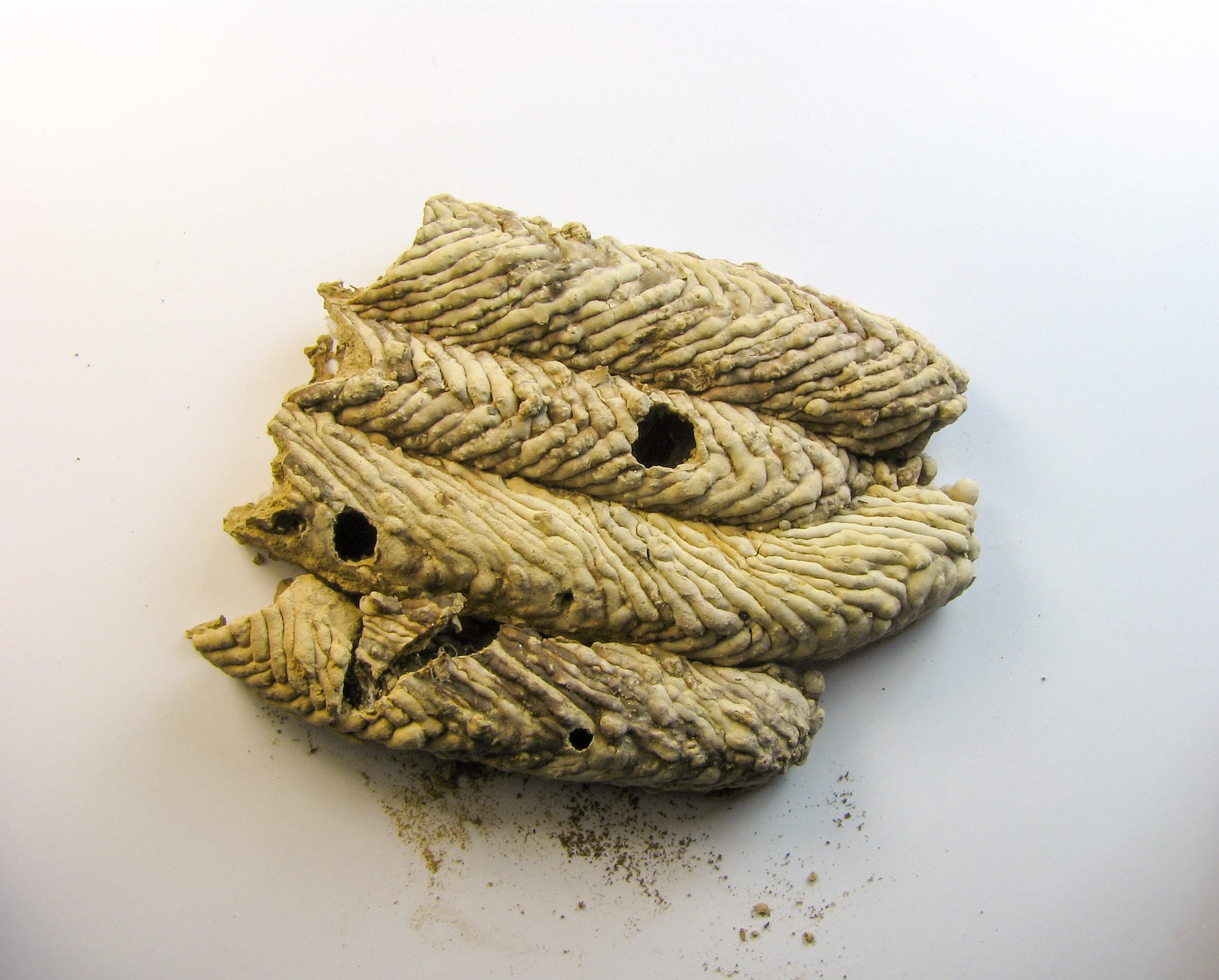
Nido de Trypoxylon politum

Crabronidae, con el nombre común de crabrónidos, es una familia muy amplia de himenópteros apócritos de la superfamilia Apoidea que incluye la mayoría de las especies que antes estaban incluidas en la superfamilia Sphecoidea que ya no existe. Contiene 20 géneros y más de 9.000 especies. Es posible que algunas de sus subfamilias adquieran rango de familias en el futuro.
Varían en tamaño entre 6 y 20 mm. Algunas especies son muy abundantes; muchas visitan flores.
Muchas especies hacen sus nidos en el suelo, otras en tallos huecos o en túneles en la madera. Las larvas son alimentadas con presas capturadas y traídas al nido. El tipo de presa varía con la especie; incluye áfidos, escarabajos, mariposas y polillas, cigarras, grillos, moscas, etc.
Algunas especies son cleptoparásitas, alimentando a sus larvas con presas que robaron de otros nidos de avispas. En algunas especies varias hembras comparten un nido.
Algunas especies son usadas como controles biológicos, por ejemplo Larra bicolor, introducida desde Sudamérica a los Estados Unidos para controlar al grillo topo, especie invasora.

## Taxonomía
- Subfamilia Astatinae (incl. Dinetinae)

Astata, etc.
- Subfamilia Bembicinae

Tribu Bembicini
Bembix Fabricius 1775
Zyzzyx Pate 1937, etc.
Tribu Gorytini
Sphecius, etc.
- Subfamilia Crabroninae (incl. Eremiaspheciinae)

Crabro, etc
- Subfamilia Mellininae

Mellinus
Xenosphex
- Subfamilia Pemphredoninae

Microstigmus
Pemphredon, etc.
- Subfamilia Philanthinae

Cerceris
Philanthus, etc.
- etc.

## Filogenia
Cladograma basado en Debevic et al, 2012, que usa filogenia molecular para demostrar que las abejas (Anthophila) se originaron a partir de Crabronidae, la cual es parafilética. Heterogynaidae también parece ser parafilética. La pequeña subfamilia Mellininae no está incluida en este análisis.
|  | Sphecidae (sensu stricto)            |
|  |                                      |
|  | Crabroninae (parte de "Crabronidae") |
|  |                                      |

|  | Nyssonini, Astatinae        |
|  |                             |
|  | "Heterogynaidae" (en parte) |
|  |                             |

|  | Pemphredoninae, Philanthinae |
|  |                              |
|  | Anthophila (abejas)          |
|  |                              |

|  | Nyssonini, Astatinae        |
|  |                             |
|  | "Heterogynaidae" (en parte) |
|  |                             |

|  | Pemphredoninae, Philanthinae |
|  |                              |
|  | Anthophila (abejas)          |
|  |                              |

|  | Nyssonini, Astatinae        |
|  |                             |
|  | "Heterogynaidae" (en parte) |
|  |                             |

|  | Pemphredoninae, Philanthinae |
|  |                              |
|  | Anthophila (abejas)          |
|  |                              |

|  | Nyssonini, Astatinae        |
|  |                             |
|  | "Heterogynaidae" (en parte) |
|  |                             |

|  | Pemphredoninae, Philanthinae |
|  |                              |
|  | Anthophila (abejas)          |
|  |                              |

|  | Sphecidae (sensu stricto)            |
|  |                                      |
|  | Crabroninae (parte de "Crabronidae") |
|  |                                      |

|  | Nyssonini, Astatinae        |
|  |                             |
|  | "Heterogynaidae" (en parte) |
|  |                             |

|  | Pemphredoninae, Philanthinae |
|  |                              |
|  | Anthophila (abejas)          |
|  |                              |

|  | Nyssonini, Astatinae        |
|  |                             |
|  | "Heterogynaidae" (en parte) |
|  |                             |

|  | Pemphredoninae, Philanthinae |
|  |                              |
|  | Anthophila (abejas)          |
|  |                              |

|  | Nyssonini, Astatinae        |
|  |                             |
|  | "Heterogynaidae" (en parte) |
|  |                             |

|  | Pemphredoninae, Philanthinae |
|  |                              |
|  | Anthophila (abejas)          |
|  |                              |

|  | Nyssonini, Astatinae        |
|  |                             |
|  | "Heterogynaidae" (en parte) |
|  |                             |

|  | Pemphredoninae, Philanthinae |
|  |                              |
|  | Anthophila (abejas)          |
|  |                              |

|  | Sphecidae (sensu stricto)            |
|  |                                      |
|  | Crabroninae (parte de "Crabronidae") |
|  |                                      |

|  | Nyssonini, Astatinae        |
|  |                             |
|  | "Heterogynaidae" (en parte) |
|  |                             |

|  | Pemphredoninae, Philanthinae |
|  |                              |
|  | Anthophila (abejas)          |
|  |                              |

|  | Nyssonini, Astatinae        |
|  |                             |
|  | "Heterogynaidae" (en parte) |
|  |                             |

|  | Pemphredoninae, Philanthinae |
|  |                              |
|  | Anthophila (abejas)          |
|  |                              |

|  | Nyssonini, Astatinae        |
|  |                             |
|  | "Heterogynaidae" (en parte) |
|  |                             |

|  | Pemphredoninae, Philanthinae |
|  |                              |
|  | Anthophila (abejas)          |
|  |                              |

|  | Nyssonini, Astatinae        |
|  |                             |
|  | "Heterogynaidae" (en parte) |
|  |                             |

|  | Pemphredoninae, Philanthinae |
|  |                              |
|  | Anthophila (abejas)          |
|  |                              |

|  | Sphecidae (sensu stricto)            |
|  |                                      |
|  | Crabroninae (parte de "Crabronidae") |
|  |                                      |

|  | Nyssonini, Astatinae        |
|  |                             |
|  | "Heterogynaidae" (en parte) |
|  |                             |

|  | Pemphredoninae, Philanthinae |
|  |                              |
|  | Anthophila (abejas)          |
|  |                              |

|  | Nyssonini, Astatinae        |
|  |                             |
|  | "Heterogynaidae" (en parte) |
|  |                             |

|  | Pemphredoninae, Philanthinae |
|  |                              |
|  | Anthophila (abejas)          |
|  |                              |

|  | Nyssonini, Astatinae        |
|  |                             |
|  | "Heterogynaidae" (en parte) |
|  |                             |

|  | Pemphredoninae, Philanthinae |
|  |                              |
|  | Anthophila (abejas)          |
|  |                              |

|  | Nyssonini, Astatinae        |
|  |                             |
|  | "Heterogynaidae" (en parte) |
|  |                             |

|  | Pemphredoninae, Philanthinae |
|  |                              |
|  | Anthophila (abejas)          |
|  |                              |

|  | Sphecidae (sensu stricto)            |
|  |                                      |
|  | Crabroninae (parte de "Crabronidae") |
|  |                                      |

|  | Nyssonini, Astatinae        |
|  |                             |
|  | "Heterogynaidae" (en parte) |
|  |                             |

|  | Pemphredoninae, Philanthinae |
|  |                              |
|  | Anthophila (abejas)          |
|  |                              |

|  | Nyssonini, Astatinae        |
|  |                             |
|  | "Heterogynaidae" (en parte) |
|  |                             |

|  | Pemphredoninae, Philanthinae |
|  |                              |
|  | Anthophila (abejas)          |
|  |                              |

|  | Nyssonini, Astatinae        |
|  |                             |
|  | "Heterogynaidae" (en parte) |
|  |                             |

|  | Pemphredoninae, Philanthinae |
|  |                              |
|  | Anthophila (abejas)          |
|  |                              |

|  | Nyssonini, Astatinae        |
|  |                             |
|  | "Heterogynaidae" (en parte) |
|  |                             |

|  | Pemphredoninae, Philanthinae |
|  |                              |
|  | Anthophila (abejas)          |
|  |                              |

|  | Sphecidae (sensu stricto)            |
|  |                                      |
|  | Crabroninae (parte de "Crabronidae") |
|  |                                      |

|  | Nyssonini, Astatinae        |
|  |                             |
|  | "Heterogynaidae" (en parte) |
|  |                             |

|  | Pemphredoninae, Philanthinae |
|  |                              |
|  | Anthophila (abejas)          |
|  |                              |

|  | Nyssonini, Astatinae        |
|  |                             |
|  | "Heterogynaidae" (en parte) |
|  |                             |

|  | Pemphredoninae, Philanthinae |
|  |                              |
|  | Anthophila (abejas)          |
|  |                              |

|  | Nyssonini, Astatinae        |
|  |                             |
|  | "Heterogynaidae" (en parte) |
|  |                             |

|  | Pemphredoninae, Philanthinae |
|  |                              |
|  | Anthophila (abejas)          |
|  |                              |

|  | Nyssonini, Astatinae        |
|  |                             |
|  | "Heterogynaidae" (en parte) |
|  |                             |

|  | Pemphredoninae, Philanthinae |
|  |                              |
|  | Anthophila (abejas)          |
|  |                              |

|  | Sphecidae (sensu stricto)            |
|  |                                      |
|  | Crabroninae (parte de "Crabronidae") |
|  |                                      |

|  | Nyssonini, Astatinae        |
|  |                             |
|  | "Heterogynaidae" (en parte) |
|  |                             |

|  | Pemphredoninae, Philanthinae |
|  |                              |
|  | Anthophila (abejas)          |
|  |                              |

|  | Nyssonini, Astatinae        |
|  |                             |
|  | "Heterogynaidae" (en parte) |
|  |                             |

|  | Pemphredoninae, Philanthinae |
|  |                              |
|  | Anthophila (abejas)          |
|  |                              |

|  | Nyssonini, Astatinae        |
|  |                             |
|  | "Heterogynaidae" (en parte) |
|  |                             |

|  | Pemphredoninae, Philanthinae |
|  |                              |
|  | Anthophila (abejas)          |
|  |                              |

|  | Nyssonini, Astatinae        |
|  |                             |
|  | "Heterogynaidae" (en parte) |
|  |                             |

|  | Pemphredoninae, Philanthinae |
|  |                              |
|  | Anthophila (abejas)          |
|  |                              |

|  | Sphecidae (sensu stricto)            |
|  |                                      |
|  | Crabroninae (parte de "Crabronidae") |
|  |                                      |

|  | Nyssonini, Astatinae        |
|  |                             |
|  | "Heterogynaidae" (en parte) |
|  |                             |

|  | Pemphredoninae, Philanthinae |
|  |                              |
|  | Anthophila (abejas)          |
|  |                              |

|  | Nyssonini, Astatinae        |
|  |                             |
|  | "Heterogynaidae" (en parte) |
|  |                             |

|  | Pemphredoninae, Philanthinae |
|  |                              |
|  | Anthophila (abejas)          |
|  |                              |

|  | Nyssonini, Astatinae        |
|  |                             |
|  | "Heterogynaidae" (en parte) |
|  |                             |

|  | Pemphredoninae, Philanthinae |
|  |                              |
|  | Anthophila (abejas)          |
|  |                              |

|  | Nyssonini, Astatinae        |
|  |                             |
|  | "Heterogynaidae" (en parte) |
|  |                             |

|  | Pemphredoninae, Philanthinae |
|  |                              |
|  | Anthophila (abejas)          |
|  |                              |

## Ciclo vital

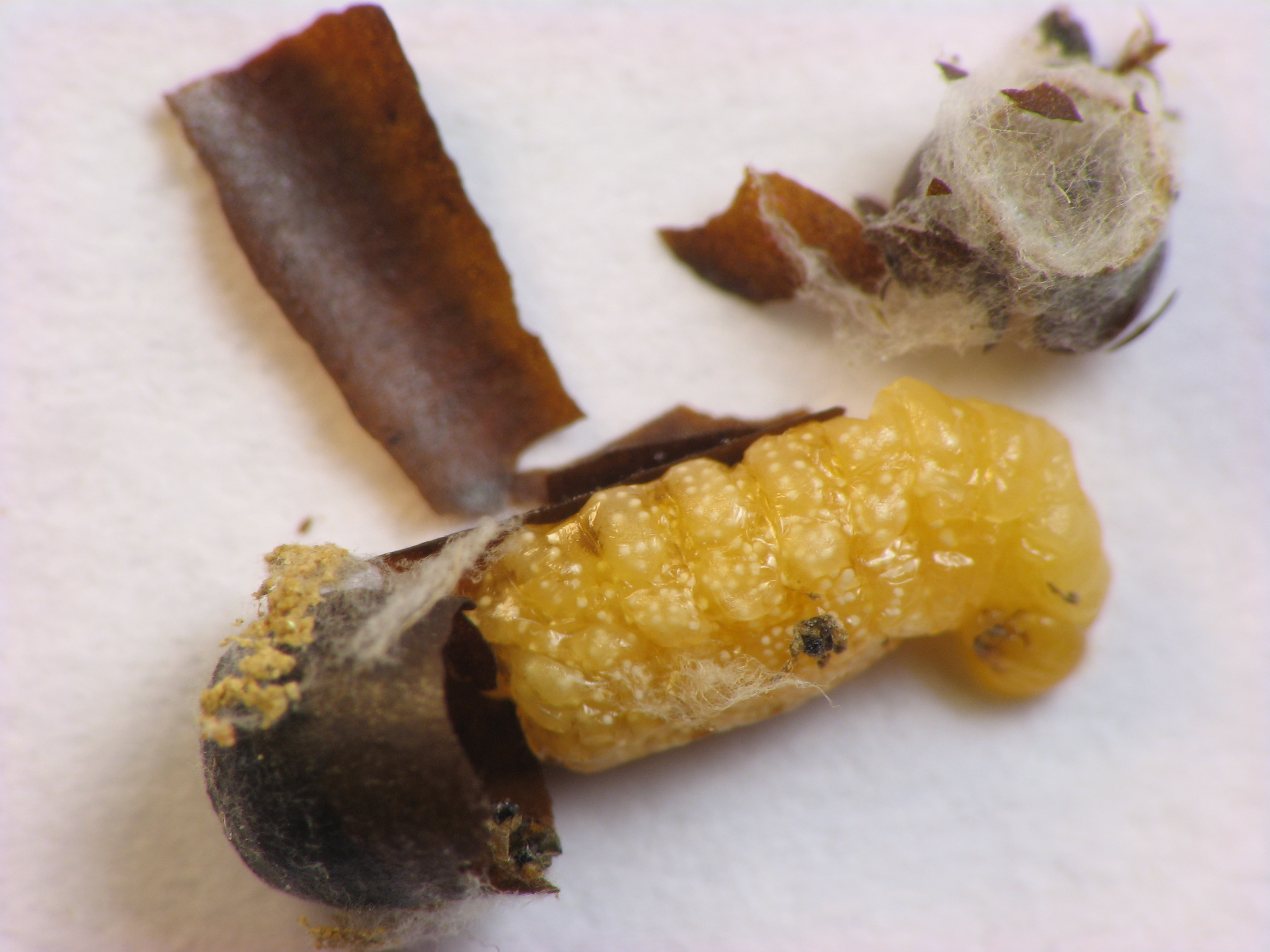
Trypoxylon collinum larva
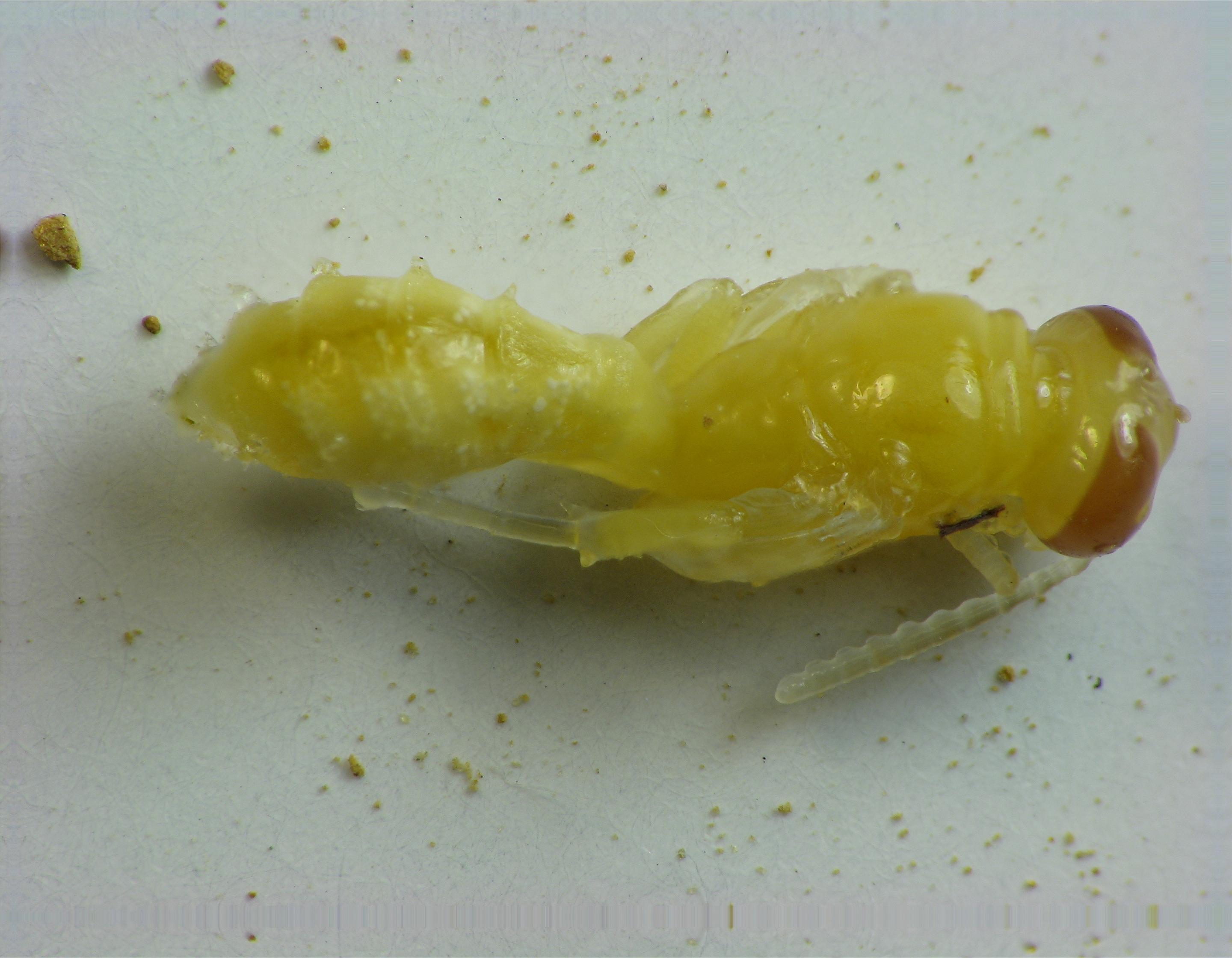
Trypoxylon collinum pupa
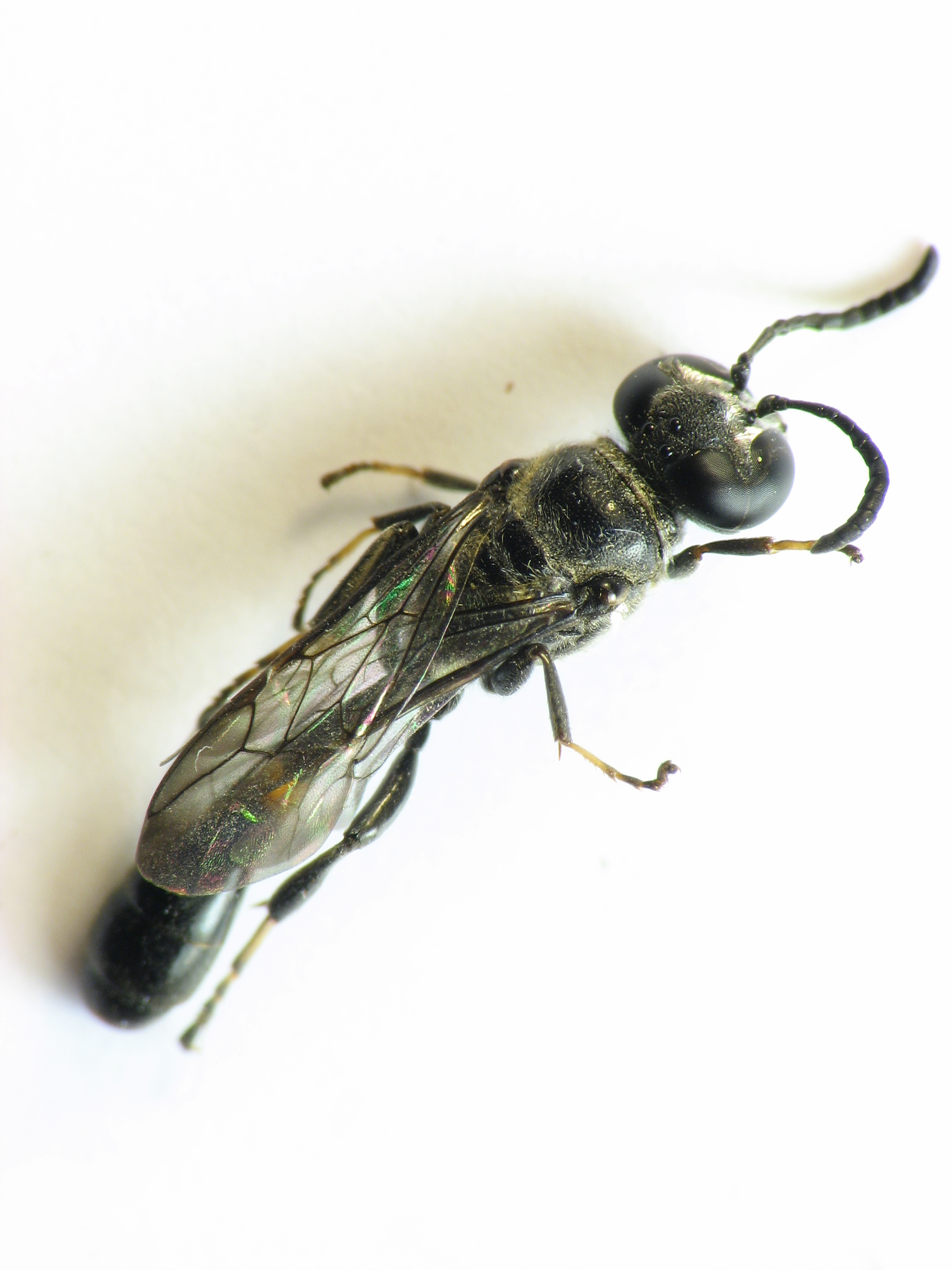
Trypoxylon collinum adulto